# 전기 트럭

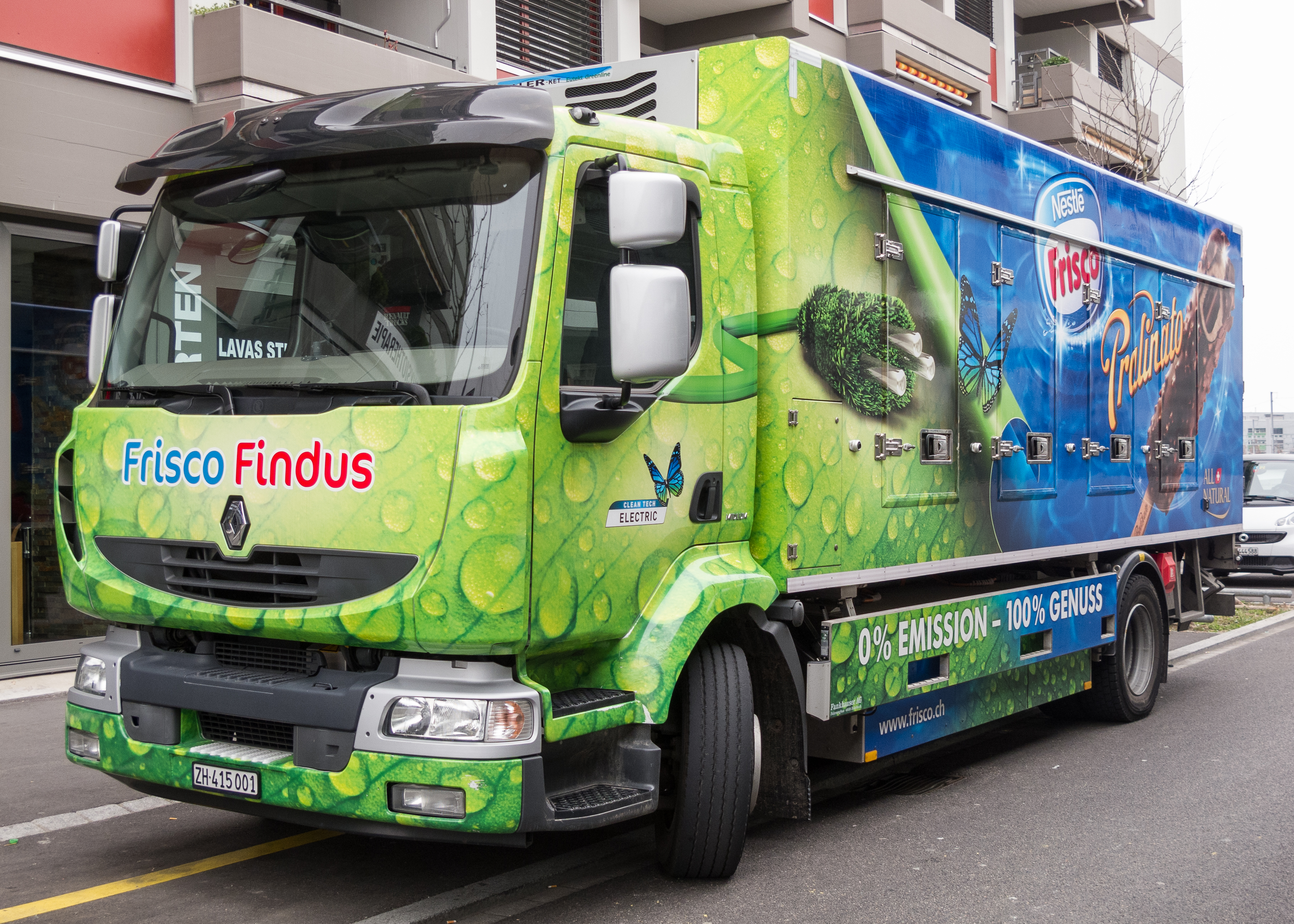
2015년 네슬레에서 사용된 전기 르노 미들럼

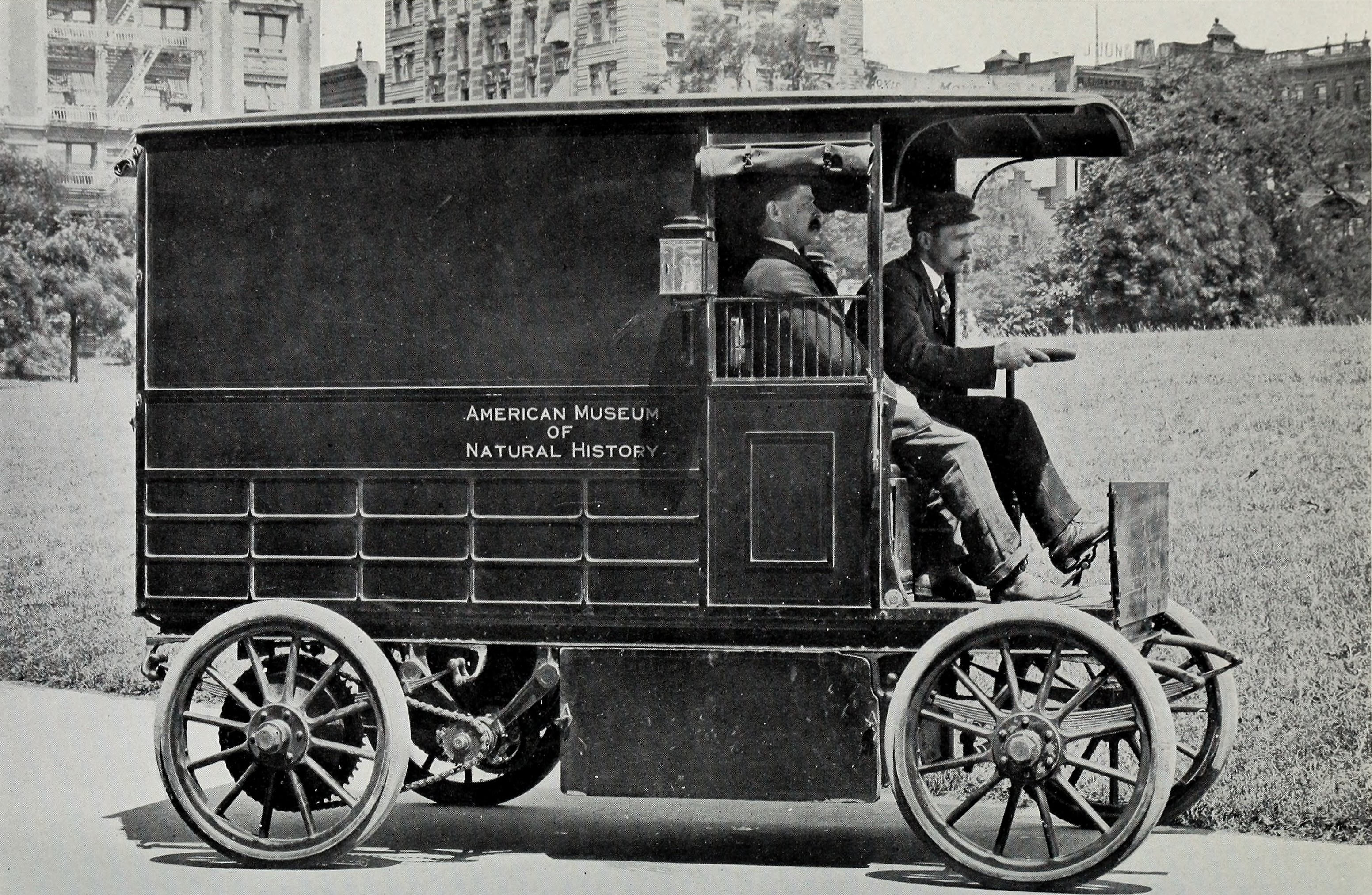
자동 전기 트럭, 1907년

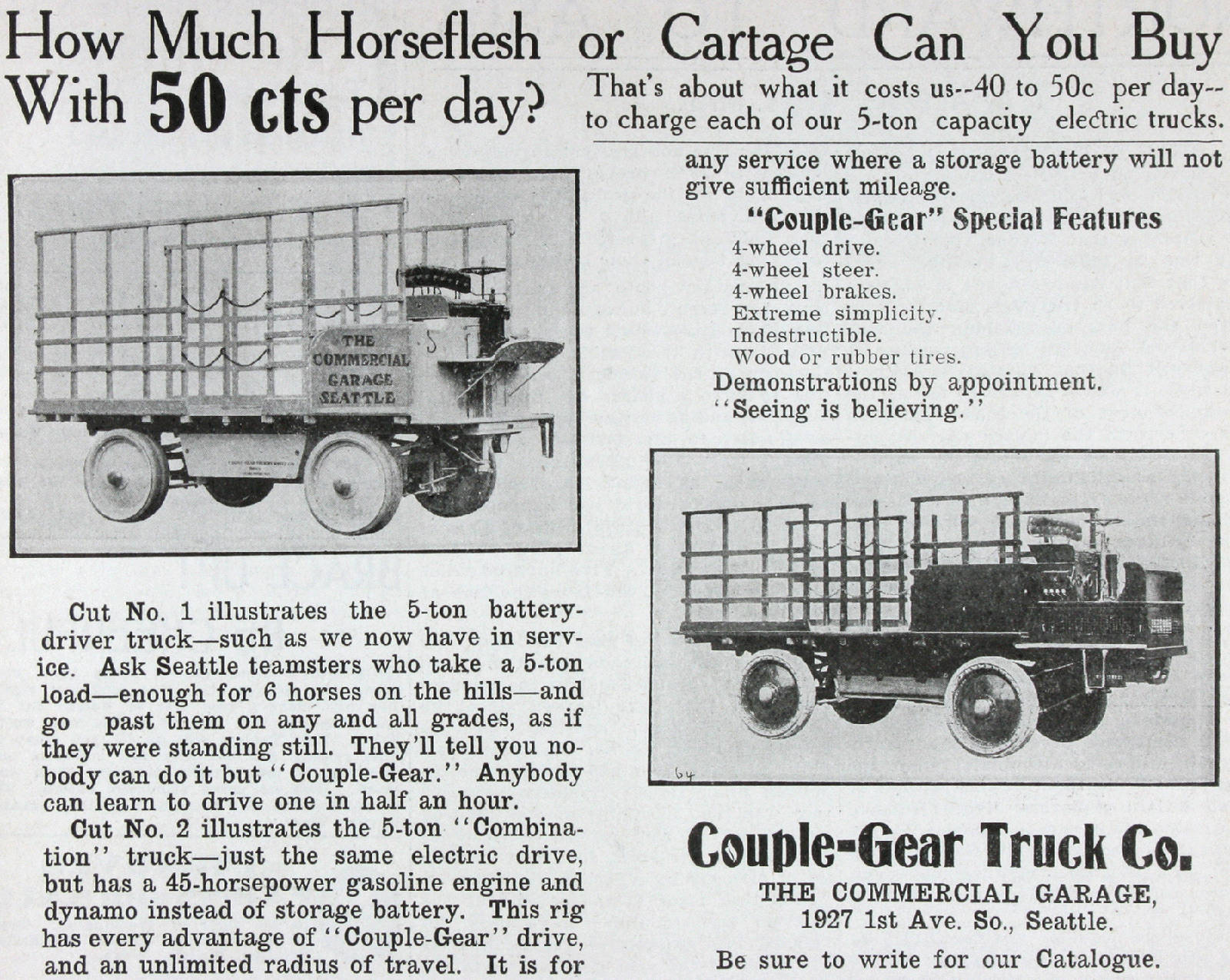
1908년 전기 트럭 광고

전기 트럭은 배터리식 전기자동차(BEV)로, 화물을 운송하거나, 특수 적재물을 운반하거나, 기타 유틸리티 작업을 수행하도록 설계되었다.
전기 트럭은 우유 배달차, 푸시백 터그 및 지게차와 같은 틈새 분야에서 백 년 이상 사용되어 왔으며, 일반적으로 납 축전지를 사용했다. 하지만 21세기 들어 더 가볍고 에너지 밀도가 높은 배터리 화학 기술이 빠르게 발전하면서 전기 동력 트럭의 적용 범위가 훨씬 더 넓어졌다.
전기 트럭은 내연기관 트럭에 비해 소음과 오염을 줄여준다. 전기 파워트레인의 높은 효율성과 적은 부품 수, 공회전 시 연료 연소 없음, 조용하고 효율적인 가속 덕분에 전기 트럭의 소유 및 운영 비용은 이전 모델보다 현저히 낮다. 미국 에너지부에 따르면, 트럭용 배터리 팩의 평균 kWh당 용량 비용은 2013년 500달러에서 2019년 200달러로, 2020년에는 137달러로 더 하락했으며, 일부 차량은 처음으로 100달러 미만으로 떨어졌다.
장거리 화물 운송은 트럭 부문 중 전력화에 가장 적합하지 않은 부분이었다. 이는 연료에 비해 배터리의 무게 증가가 적재 용량을 감소시키고, 대안인 잦은 충전은 배송 시간을 줄이기 때문이다. 반대로, 단거리 도시 배송은 빠르게 전력화되었다. 이는 전기 트럭의 깨끗하고 조용한 특성이 도시 계획 및 지방 규제와 잘 맞고, 적절한 크기의 배터리 용량이 대도시 내에서 매일 정차-출발하는 교통 상황에 잘 적합하기 때문이다.
대한민국에서 전기 트럭은 신규 트럭 시장에서 상당한 점유율을 차지한다. 2020년 국내에서 생산 및 판매된 트럭 중(국내 판매 신규 트럭의 대부분을 차지함), 7.6%가 전기 트럭이었다.
노르웨이와 스웨덴에서 16톤 이상 대형 트럭 중 전기 트럭의 시장 점유율은 2024년 각각 7.8%와 6.5%였다. 그리고 전통적인 유럽 트럭 제조업체들이 만든 대형 전기 트럭이 양산되고 있었다.

## 역사
오토카 트럭스와 워커 비히클 컴퍼니(참고: 워커 전기 트럭)와 같은 몇몇 선구적인 미국 트럭 제조업체들은 1920년대에 다양한 전기 트럭을 판매했다. 전기 트럭은 단거리 작업, 특히 도시에서 성공적이었지만, 비재생 연료의 높은 에너지 밀도로 인해 2000년대에 배터리 기술이 발전할 때까지 전기 동력 트럭은 쇠퇴했다.

## 종류

### 일반 트럭

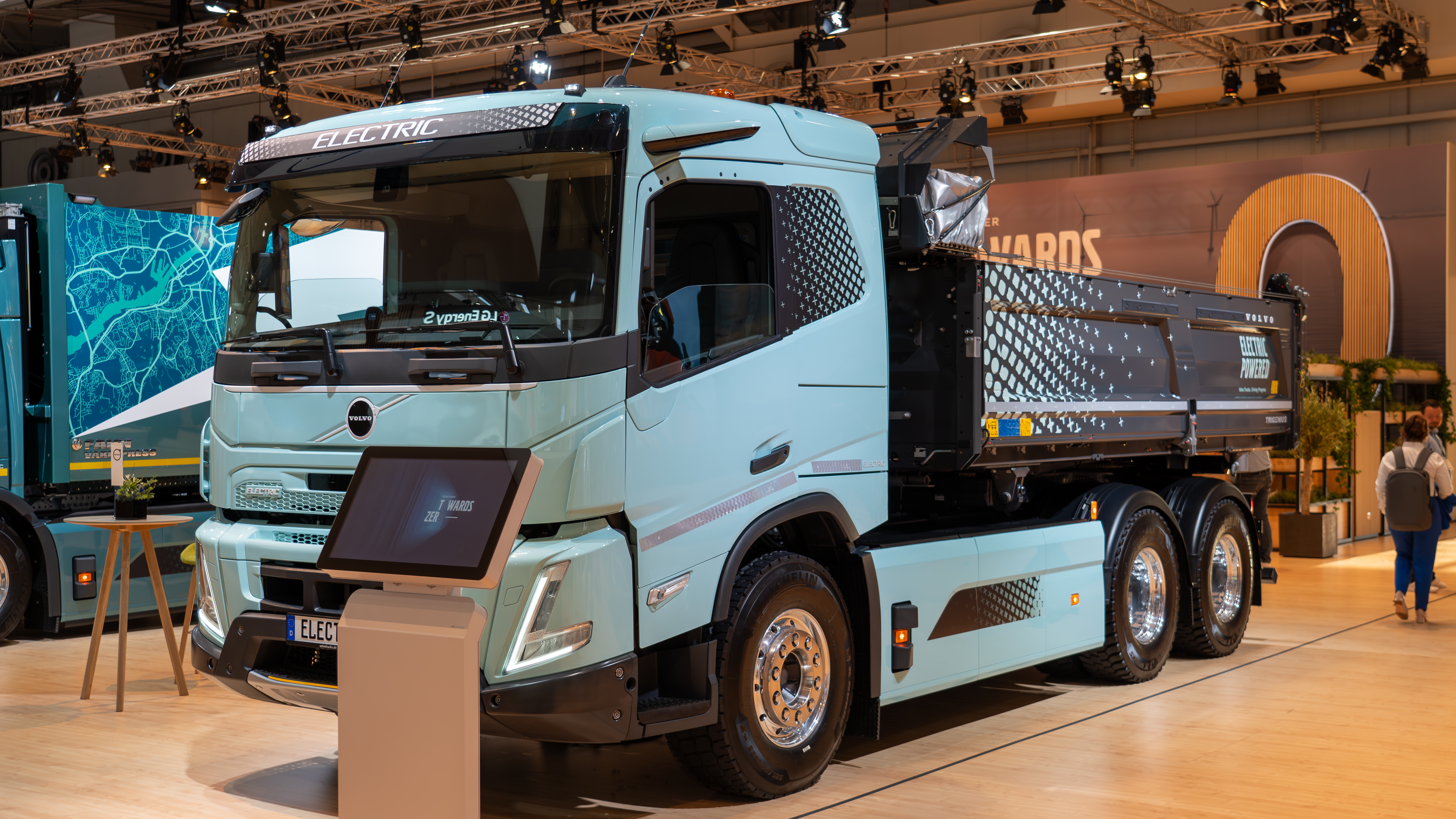
볼보 FMX 일렉트릭. 덤프 트럭 차체로 구성되어 있으며, 현재 양산 중인 수많은 전기 트럭 중 하나이다.

몇몇 전기 일반 트럭 프로토타입이나 소규모 제조업체에서 생산한 모델, 그리고 종종 디젤 유닛을 개조한 모델들이 2000년대까지 제작되었다. 르노트럭, E 포스, 에모스 중장비 트럭 등과 함께 몇 개월 이상 실제 조건에서 다양한 회사들과의 시험이 진행되었다. 르노는 2010년에 소형 전기 맥시티를 출시했고, 미쓰비시 후소는 2017년에 약간 더 큰 eCanter를 출시했다. 2018년부터 MAN, 메르세데스-벤츠, DAF를 포함한 다른 주요 제조업체들은 실제 테스트를 위해 프로토타입 또는 사전 생산 중장비 유닛을 회사에 인도하기 시작했다.
르노트럭, 볼보트럭, MAN 등을 포함한 중장비 전기 트럭의 양산은 이미 시작되었다.
2021년 3월 DPD 스위스에 처음 인도된 Futuricum Logistics 18E는 680kWh 배터리를 사용하며 주행 거리는 "최대" 760 km (472 mi)에 달한다.

### 배달 트럭

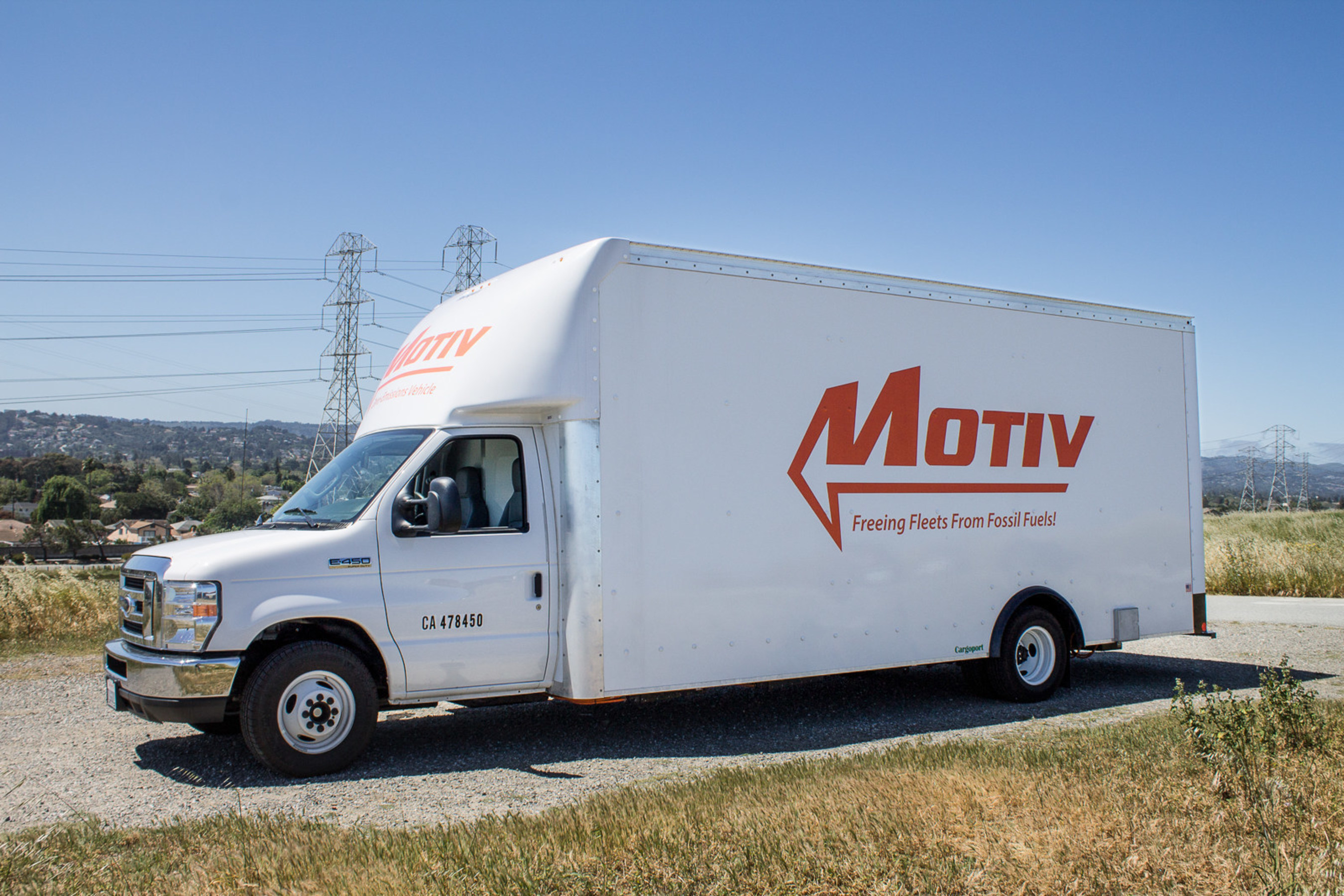
2019년 전기 박스 트럭

라스트 마일 배달 트럭은 전자상거래와 소비자 직거래 판매 증가로 인해 트럭 운송량이 증가하는 부문이다. 워크인 밴과 박스 트럭으로도 알려진 이 트럭들은 주로 고정된 경로 또는 고정된 지역 내에서 배달에 사용되는 경향이 있다. 이러한 트럭의 주요 구매자로는 아마존, UPS, FedEx, Bimbo, Aramark 등이 있다. 소비자 직거래 판매부터 리넨 및 빵 배달, 음료 유통 등 다양한 용도로 사용되어 이러한 트럭은 매우 흔하다. Motiv Power Systems는 포드 섀시를 기반으로 미국 우정청과 빔보 베이커리 USA에서 사용되는 장치를 납품했다. 이러한 Motiv 옵션은 Morgan Olson, Utilimaster, Rockport 등 기존 제조업체의 다양한 차체 스타일을 가지고 있다.
Lightning EMotors는 이스즈 플랫폼을 기반으로 배달 트럭을 제작한다. 비야디 자동차는 클래스 4부터 8까지 다양한 트럭 모델을 보유하고 있다. GM 자회사인 BrightDrop은 이 시장을 위한 맞춤형 솔루션을 개발하려고 노력 중이다. 리비안은 아마존에 상당수의 전기 배달 밴을 공급했다.
많은 대형 자동차 회사들이 프로토타입 전시와 함께 이 시장에 진출하겠다는 의사를 발표했다.

### 픽업트럭

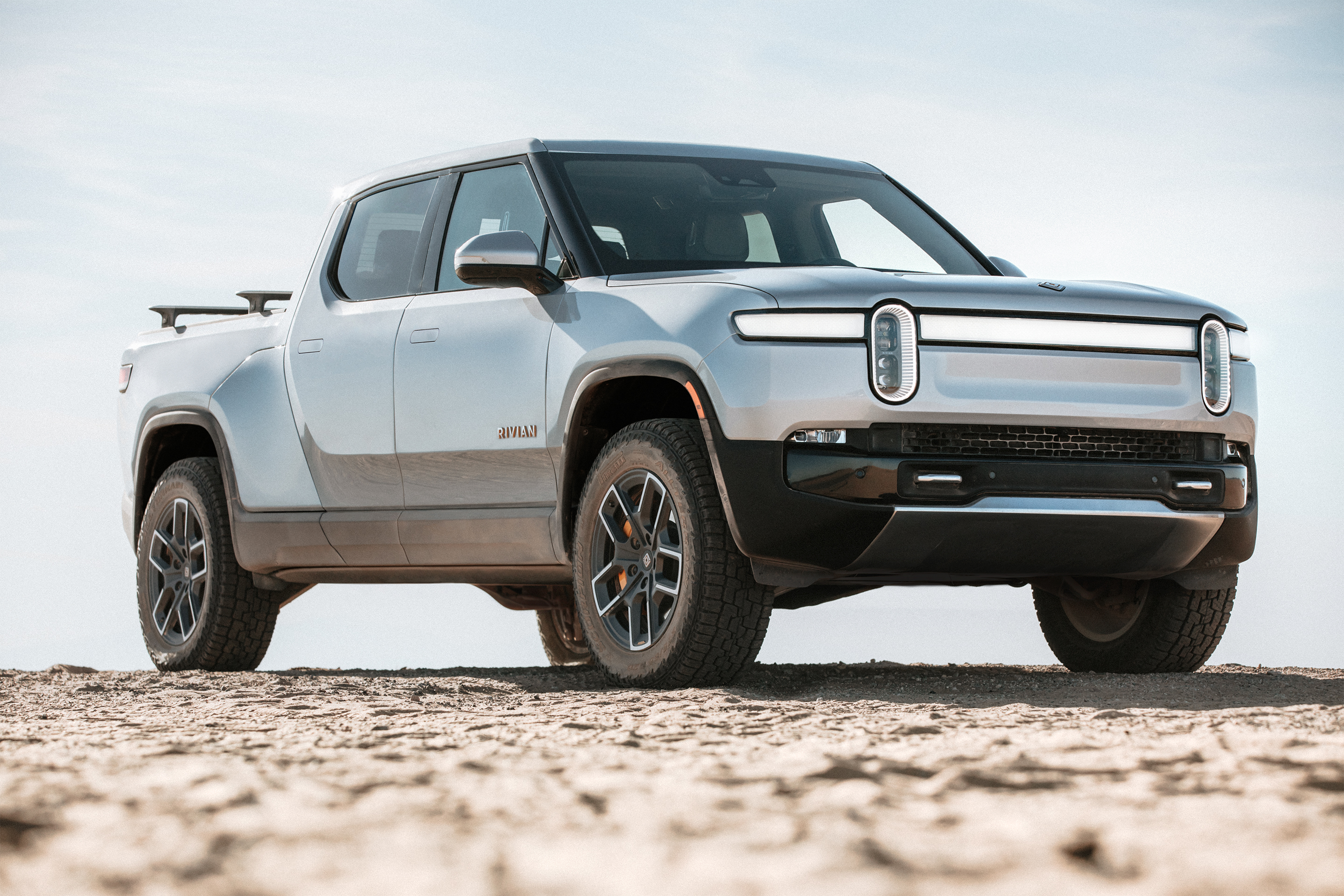
리비안 R1T는 북미 시장에 출시된 최초의 현대식 전기 픽업트럭이었다.

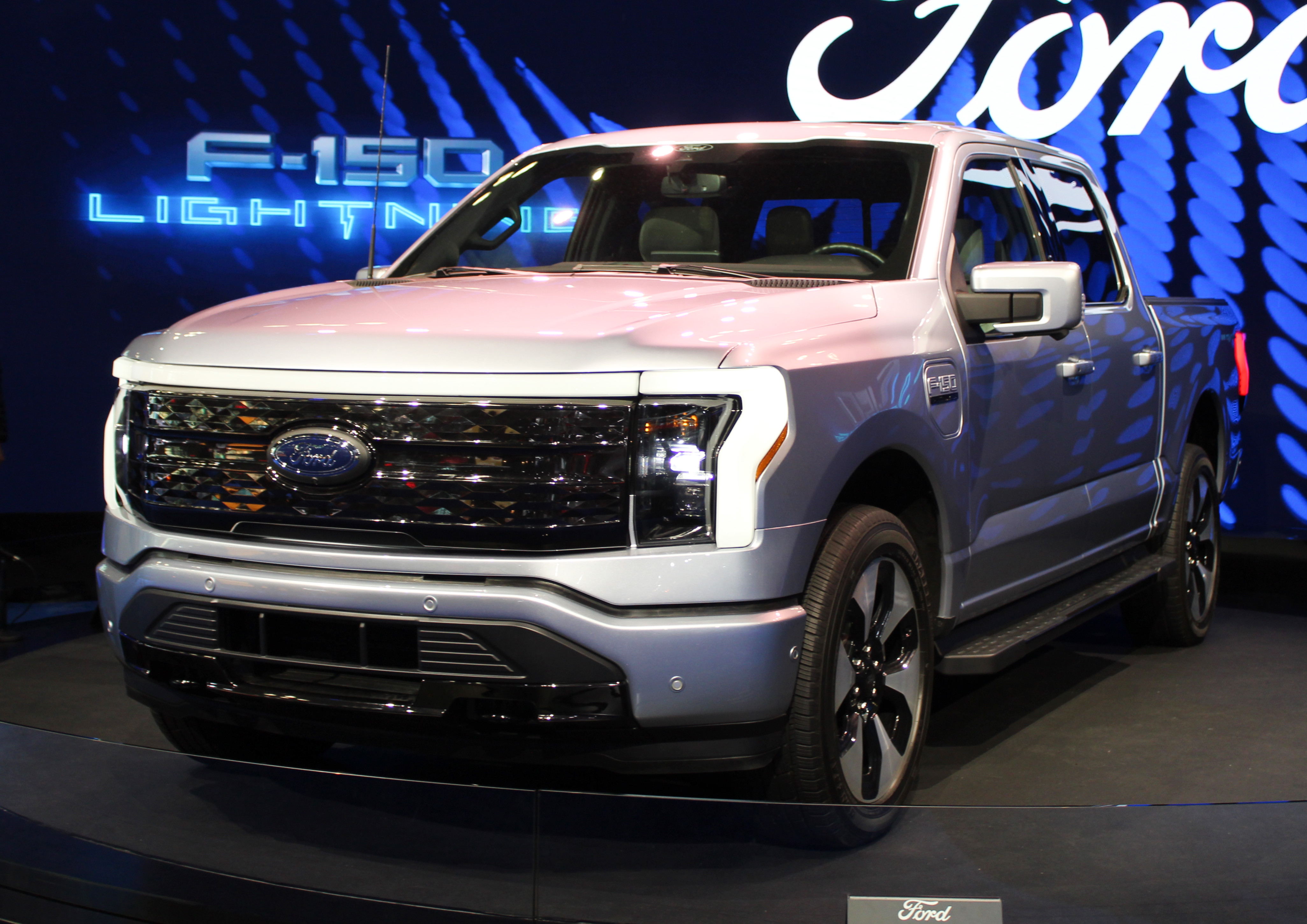
F-150 라이트닝은 전 세계적으로 생산되는 많은 전기 픽업 트럭 중 하나이다.

1990년대 후반과 2000년대 초반, 쉐보레는 소수의 전기 S-10 픽업트럭을 생산했고, 포드는 일정 수의 레인저 EV를 만들었다.
2009년 초, 피닉스 모터카스는 하와이 마우이에 자사의 완전 전기 SUT (스포츠 유틸리티 트럭) 시험 차량단을 선보였다. 마일즈 전기 자동차는 2010년대 후반에 중국에서 설계된 ZX40ST 전기 소형 픽업트럭을 미국으로 수입했다.
캐나다 회사 Ecotuned는 포드 F-150의 완전 전기 개조를 제공한다. 이 차량들은 전기 공급업체인 Hydro Quebec과 몬트리올 공항에서 사용된다.
2022년 현재 포드는 완전 전기 F-150 라이트닝을 (기존 디어본 공장 옆에 지어진 새 공장에서) 제조하고 있으며, 리비안은 일리노이주 노말에서 R1T 완전 전기 픽업 트럭을 만들고 있다. 제너럴 모터스는 GMC 허머 EV와 실버라도 EV를 만들고 있다.
생산 중인 모델은 다음과 같다:
- JAC 슈아이링 i3-T330
- 둥펑 리치 EV, 리치 6 EV 및 리치 7 EV
- JMC 위후 7 EV
- 장시 이스즈 루이마이 EV
- 그레이트 월 윙글 7 EV
- GWM 포어 EV
- ZERO ZED70[23][24]
- JAC T9 헌터 EV
- 리비안 R1T
- 포드 F-150 라이트닝
- GMC 허머 EV
- GMC 시에라 EV
- 레이더 RD6
- 테슬라 사이버트럭
- 쉐보레 실버라도 EV
- 맥서스 T90 EV

발표된 모델은 다음과 같다.
- ACE 유트
- 알파 울프/슈퍼울프
- 카누 픽업
- 램 1500 REV

또한, 많은 저속 전기차가 경량 픽업트럭으로 제공되거나 제공되었었다.

### 세미트레일러 및 트랙터 트럭
2020년 현재, 전기 세미트럭은 캘리포니아의 안호이저-부쉬, GSC 로지스틱스, 골든 스테이트 익스프레스(모두 BYD 8TT 세미트랙터 사용), 펜스키, NFI(모두 프라이트라이너 eCascadia 세미트랙터 사용)에서 제한적으로 상업적으로 사용되고 있다.
이 트럭들은 항만이나 drayage 작업 내에서만 운행이 제한되지 않는다. 이들의 주행 거리(BYD 8TT의 경우 만재 시 200 km (124 mi)%s, 반재 시 269 km (167 mi)%s)는 지역 경로에서도 사용할 수 있게 한다. GSC 로지스틱스는 오클랜드 항구에서 앨터몬트 패스를 넘어 트레이시까지 화물을 운송하고 돌아옴으로써 이를 입증했다. 돌아온 후에도 트럭의 배터리 잔량은 40%가 남아 있었다.
볼보에 인수된 스위스 기업 Designwerk는 Futuricum 브랜드로 트럭을 제조하며, 900 kWh/765 kWh(총/순 용량) 배터리를 장착하여 몇 대의 장거리 전기 세미트럭을 제작 및 인도했다. 주행 거리는 약 500 km (310 mi)으로 추정된다.
볼보, DAF, MAN은 2019년에서 2020년 사이에 전기 세미 트럭의 양산을 시작할 계획이었다. (DAF는 이후 아인트호벤에 XF 및 XD 전기 트럭 라인을 위한 전용 5,000 m2 (54,000 ft2) 조립 라인을 열었다.) 이 세 제조업체와 볼보의 자회사 르노트럭은 현재 유럽에서 전기 세미 트럭을 판매하고 있으며, 메르세데스-벤츠와 스카니아도 마찬가지이다. 볼보는 2024년 유럽 전기 트럭 시장(세미 트럭 및 기타 유형 트럭 포함)에서 가장 큰 시장 점유율을 차지했다.
볼보의 전기 세미트럭은 북미 시장에서도 판매된다. 테슬라는 2022년 테슬라 세미로 합류했다. 프라이트라이너는 eCascadia를 제조한다. 켄워스 T680E는 2021년에 출시되었다. 니콜라 모터스는 전기 세미트럭과 연료전지 기반 트럭을 모두 생산한다.
전기 세미트럭은 비야디 자동차 (예: BYD 8TT)에서도 제조된다.
2021년 5월 13일, 오토카 트럭스는 완전 전기 터미널 트랙터인 E-ACTT의 출시를 발표했다. 98년 전, 1923년에 오토카는 전기 트럭을 처음으로 도입한 주요 트럭 제조업체였다.
2025년 스웨덴에서 목재 폐기물을 운반하는 93톤 전기 트럭이 운행을 시작했다.

#### 역사
로스앤젤레스 항구와 남부 해안 대기 질 관리 구역은 완전히 적재된 40-피트 (12.2 m) 화물 컨테이너를 운반할 수 있는 단거리 중장비 완전 전기 트럭을 시연했다. 현재 설계는 27,000 kg (60,000 lb)의 화물 컨테이너를 최대 16 km/h (10 mph)의 속도로 끌 수 있으며, 주행 거리는 50 and 100 km (30 and 60 mi) 사이이다. 이 트럭은 2 kWh/mi (4.5 MJ/km)를 사용하는데, 이는 교체 대상인 호슬러 세미 트랙터의 47 L/100 km; 6.0 mpg-imp (5 mpg-US)에 비해 훨씬 효율적이다.

#### 경제성
미국 에너지부에 따르면, 연료 1 US gal은 33.7 kWh와 같다. 이 전기 트럭은 1.2 kW·h/km (2 kWh/mi)를 사용하는데, 이는 8 km (5 mi)당 10 kWh만 사용하는 것과 같다. 이 트럭이 대체하는 디젤 트럭은 8 km (5 mi)당 33.7 kWh를 사용한다. 따라서 디젤 트럭은 전기 트럭이 사용하는 에너지량의 3.37배를 사용하는 셈이다. 그러므로 전기 트럭의 상업적 사용을 가로막는 유일한 변수는 높은 배터리 팩 비용과 낮은 비에너지로 인한 초기 차량 비용 및 주행 거리이다. 대량 생산이 시작되면 비용은 결국 디젤 차량과 비슷해질 것이며, 배터리 개선으로 전기 트럭의 제한된 주행 거리는 문제가 되지 않을 수 있다.

### 화물 밴

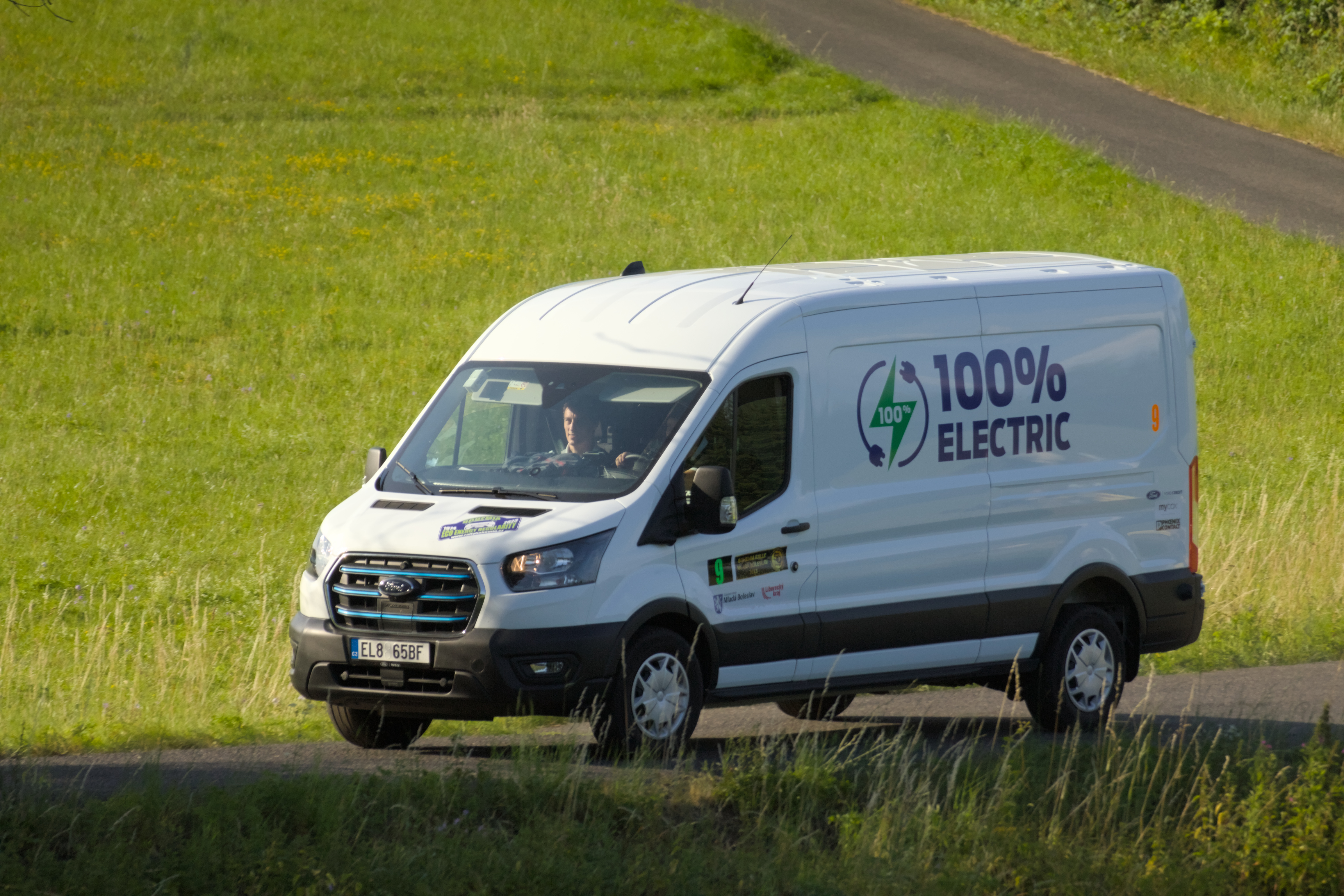
전기 화물 밴, 포드 E-트랜짓

2022년 현재, 유럽에서 판매되는 모델(다른 모델 포함)은 다음과 같다.
- 포드 E-트랜짓
- 피아트 E-두카토
- 푸조 e-복서/시트로엥 e-점퍼
- 르노 마스터 E-테크 일렉트릭
- 메르세데스 eVito[note 1][40]
- 메르세데스 e스프린터
- 맥서스 eDeliver 3
- 맥서스 eDeliver 9
- 폭스바겐 ID.버즈 카고
- 푸조 e-엑스퍼트/시트로엥 e-점피/오펠 비바로-e/도요타 프로에이스 일렉트릭/피아트 E-스쿠도

### 우유 배달차

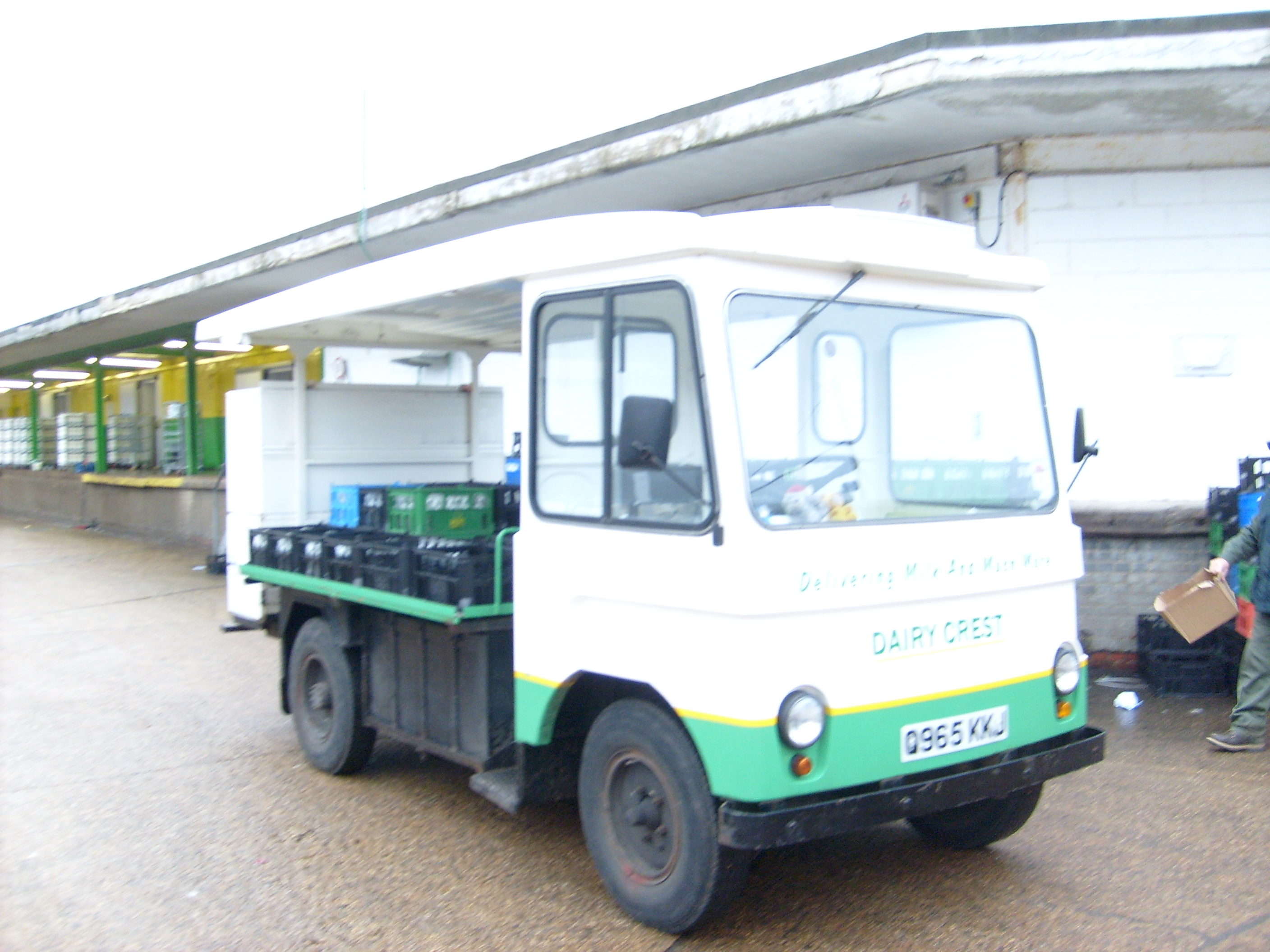
데어리 크레스트의 스미스 엘리자베탄 우유 배달차

배터리 전기 트럭의 흔한 예시 중 하나는 우유 배달차이다. 이러한 차량은 정차하는 일이 많기 때문에, 대부분의 시간을 공회전하는 내연기관 트럭보다 전기차를 사용하는 것이 더 실용적이다. 또한 주거 지역의 소음도 줄여준다. 20세기 대부분 동안, 전 세계 배터리 전기 도로 차량의 대다수는 영국 우유 배달차였다.

### 쓰레기 수거차

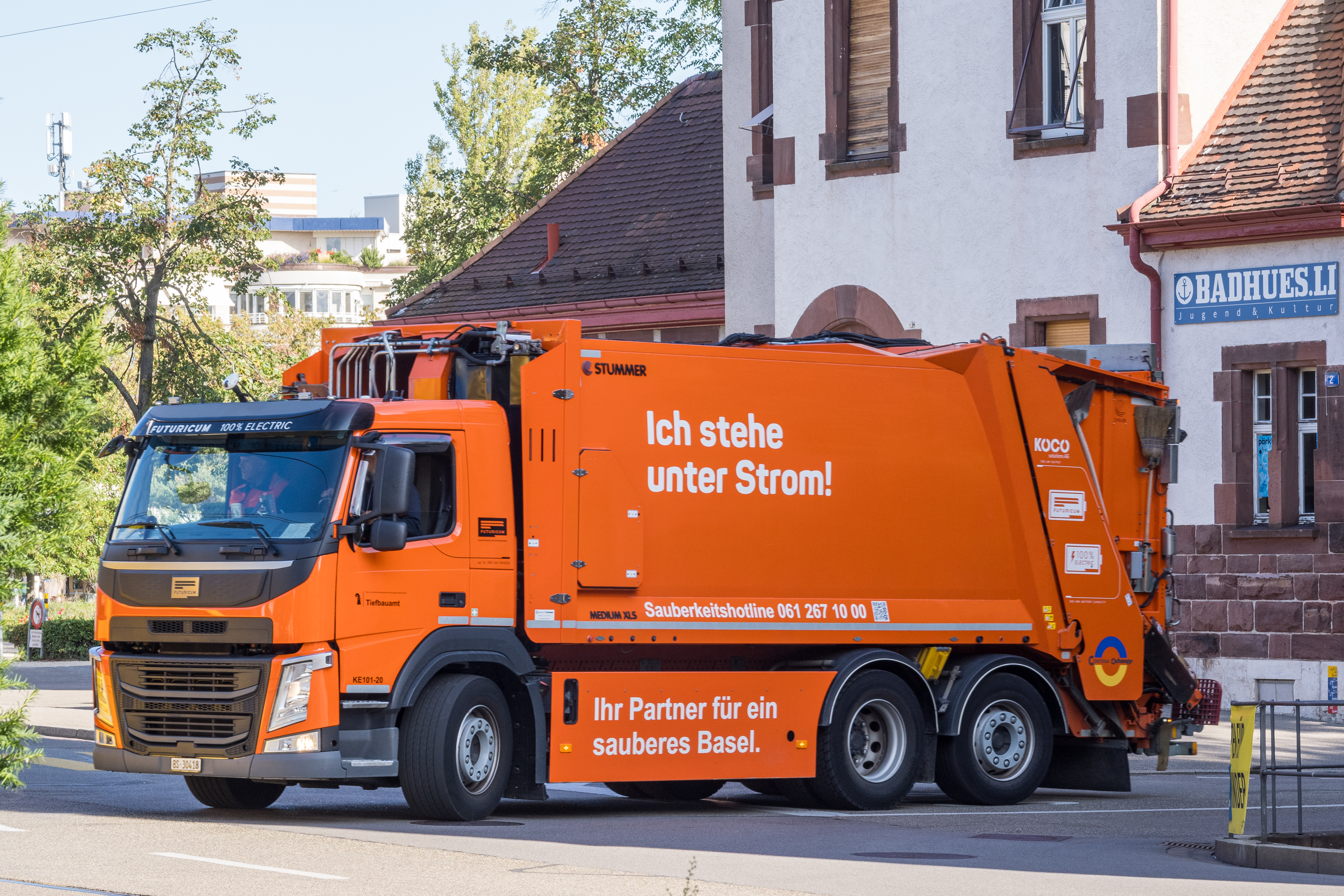
디자인워크의 완전 전기 폐기물 수거 차량인 Futuricum으로, 바젤 시에서 사용한다.

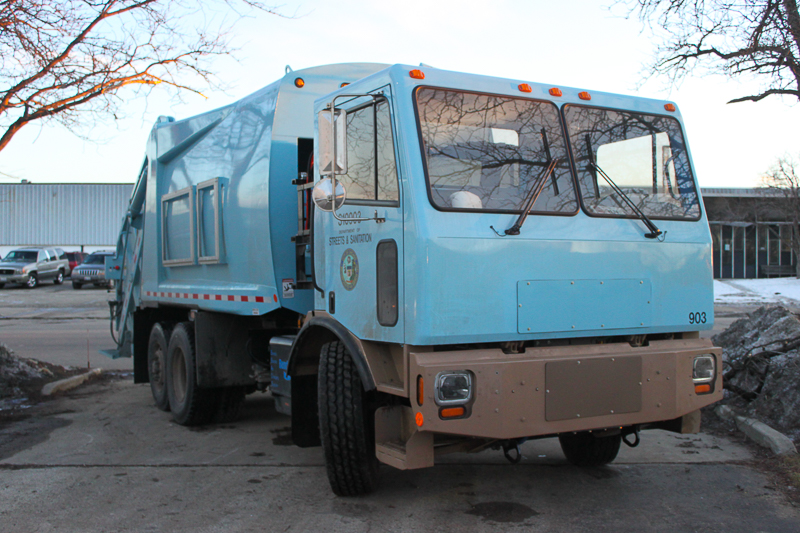
시카고 시를 위해 제작된 미국 최초의 완전 전기 쓰레기 수거차

우유 배달차와 유사한 운전 패턴을 가진 쓰레기 수거차는 전기 구동에 훌륭한 후보이다. 대부분의 시간을 정지, 출발 또는 공회전 상태로 보낸다. 이러한 활동은 내연기관이 가장 비효율적인 부분이다. 이러한 점과 운전자 교육의 용이성 등 다른 요인들로 인해 버밍엄 시의회는 1918년 말에 마차를 대체하기 시작하면서 전기 청소차를 사용하기로 결정했다. 전기차 사용은 Electricar DV4를 포함한 여러 모델을 통해 1971년까지 계속되었다. 전기 청소차는 셰필드와 글래스고에서도 운행되었다.
2008년 올림픽을 앞두고, 베이징시의 내연기관 쓰레기 수거차 3,000대가 리튬 이온 폴리머 배터리 팩 전기 구동 트럭으로 교체되었다. 배터리는 개당 약 3,300달러에 조달되었다. 프랑스에서는 2011년부터 파워 비히클 이노베이션에서 생산된 일부 완전 전기 쓰레기 수거차가 쿠르브부아 시에서 운행되고 있으며, 이는 프랑스에서 처음으로 이를 도입한 지방 당국이다.
2014년 9월, ERV (전기 폐기물 수거차)라는 이름의 전기 쓰레기 수거차가 미국 시카고 시에 배치되었다. 이는 최대 20대의 트럭에 대한 1,340만 달러 상당의 구매 주문 중 첫 번째였다. 이 구매 주문은 2012년 Motiv Power Systems가 경쟁 입찰에서 따냈지만, 단 한 대의 트럭만 인도되었다. 시카고는 2019년 Motiv를 상대로 트럭이 60% 이상 작동 불능 상태였다며 소송을 제기했다.
유럽에서는 2020년 현재 제네바, 바젤, 프랑크푸르트, 뒤스부르크 및 기타 도시에서 전기 쓰레기 수거차가 주문되었다. 기존 쓰레기 수거차는 연료 소비량이 극히 높아, 대부분의 경로에서 미국 18륜 트럭보다 높다. 디젤 엔진 대신 전기 구동을 사용하면 에너지 소비량이 극적으로 낮아지지만, 여전히 킬로미터당 약 1,900Wh 또는 마일당 3,060Wh이다. 340kWh 배터리를 사용하면 이러한 트럭은 충전이 필요하기 전에도 177 km (110 마일) 이상의 주행 거리를 달성할 수 있다.

### 오프로드 및 광산 트럭
그러한 트럭을 생산하려는 시도가 있었는데, 예를 들어 PapaBravo가 그러했다. 전기 광산 트럭은 지하를 오염시키지 않는다는 이점이 있다. 고고도 광산의 경우, 광물을 싣고 내리막길을 내려갈 때 회생 제동으로 배터리가 재충전된다.

### 태양열 보조
트랙터의 태양 전지판은 일반적으로 HVAC 시스템을 지원하거나 운전자(호텔 부하)가 사용하는 장치에 전력을 공급한다. 트레일러의 태양 전지판은 냉동 배터리, 리프트 게이트 배터리 또는 텔레매틱스에 사용될 수 있다. 냉동 장치에 장착된 작은 태양 전지판은 냉동 장치의 시동 배터리를 위한 트릭클 충전기 역할을 할 수 있다.
히에엠스케르크 데어리는 차량 통합형 태양광 발전 시스템을 전기 지게차와 결합하여 가축을 편안하게 유지하는 조용한 작업을 보장한다.
2022년 DHL은 트럭 67대 지붕에 태양 전지판을 설치하여 비용 절감과 차량당 연간 100kg의 탄소 배출량 감소 효과를 거둘 것이라고 발표했다.

## 건강상의 이점
대형 디젤 차량을 전기 대안으로 교체하는 것은 대형 차량이 운송 부문에서 디젤 배출량의 불균형적으로 큰 부분을 차지하므로 공중 보건에 유익하다. 공기 중 디젤 배기가스 존재는 천식, 심근 경색 및 뇌졸중, 폐암, 조기 사망 위험을 증가시킨다. 새로운 자동차 배출가스 기준은 전기 트럭 장려 등을 통해 2030년경 지역 오염을 줄일 것으로 예상되며, 일부 미국 주에서는 첨단 청정 트럭 규정(Advanced Clean Trucks rule)을 시행하고 있다. 유럽에서는 유로 7 대신 CO2 기준이 지역 오염을 줄일 수 있다.

## 개조
일부 기업은 내연기관 트럭을 전기 트럭으로 개조하는데, 이는 새 전기 트럭을 구매하는 것보다 저렴하고 완전 전기 파워트레인의 이점을 제공하기 때문이다.

## 기여

### 캘리포니아

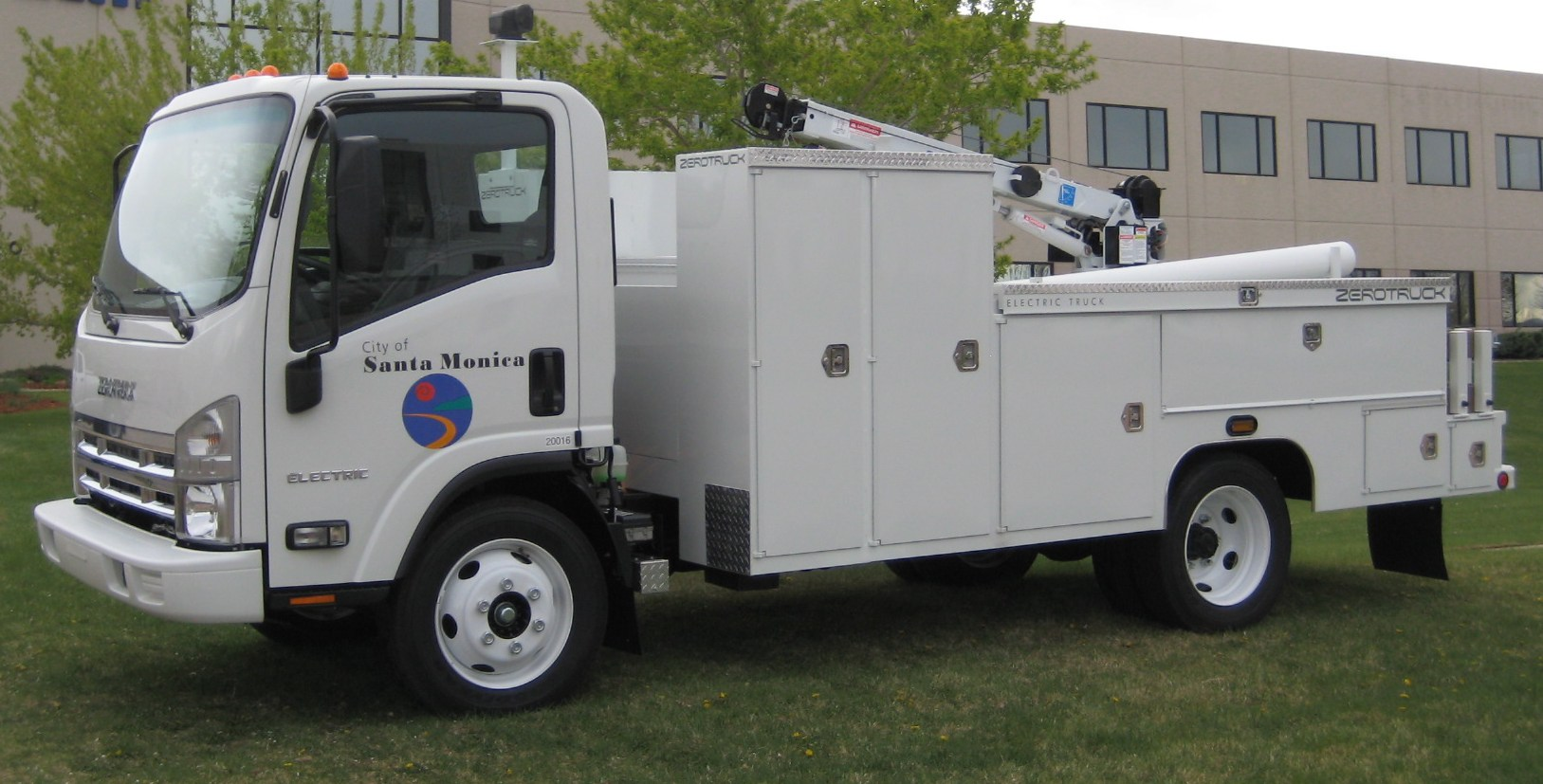
샌타모니카 시에서 구매한 최초의 제로트럭 전기 트럭.

캘리포니아 주에서는 3천만 대의 등록 차량 중 2백만 대의 트럭에서 스모그 오염의 70%와 발암성 디젤 그을음의 80%가 발생한다. 이에 대한 해결책으로 캘리포니아는 청정 트럭 표준을 시작하기로 결정했다. 캘리포니아는 전기 트럭의 생산 및 배치를 가속화하는 무공해 트럭 프로그램을 시작했다. 2021년 말, 캘리포니아에는 대부분 배터리 구동 방식인 738대의 ZEV 트럭이 있었다.
중형 및 대형 전기차용 충전소 5곳을 포함하는 전력화 충전 회랑 프로젝트는 2023년까지 완료될 예정이다. 충전기는 이미 TEC 폰타나와 TEC 라 미라다에서 사용 가능하다.
2023년에 미국 환경보호청은 캘리포니아에 2035년까지 모든 대형 트럭 판매의 절반을 완전 전기 트럭으로 의무화할 수 있는 법적 권한을 부여했다. 2045년까지는 모든 트럭이 무공해여야 한다.

### 노르웨이
2024년 노르웨이에서 판매된 모든 대형 트럭(16톤 초과) 중 7.8%가 완전 전기 트럭이었다(약 4775대 중 371대).
경량 상용차(경량 화물 밴 포함 카테고리)의 경우 완전 전기차 시장 점유율이 30%로 더 높았다.

### 스웨덴
2024년 스웨덴에서 판매된 모든 대형 트럭(16톤 초과) 중 6.5%가 완전 전기 트럭이었다.
경량 상용차(경량 화물 밴을 포함하는 분류)의 경우 완전 전기차의 시장 점유율은 22%로 더 높았다.

### 대한민국
대한민국에서 전기 트럭은 신규 트럭 시장에서 상당한 점유율을 차지한다. 2020년 국내에서 생산 및 판매된 트럭 중(국내 판매 신규 트럭의 대부분을 차지함), 7.6%가 전기 트럭이었다.

### 중국
중국에서는 2020년 말까지 약 46만 6천대의 신에너지 버스(NEB)가 운행 중이었는데, 이 중 37만 8천 7백대의 버스는 배터리식 전기버스(BEB)로 전체 버스 대수의 각각 66%와 53.8%를 차지한다. 2025년까지 중국 도시 대중교통 버스의 72%가 전기로 운행될 것으로 예상된다.

### 베트남
2023년 5월, 베트남 후에시에서 지역 인민위원회를 통해 베트남 최초의 전기 쓰레기 수거 트럭 6대가 시범적으로 출시되었다. 이 시범 사업은 유엔 개발 계획의 "베트남 E-모빌리티의 지속 가능한 전환 촉진" 프로젝트의 지원을 받았으며, 이는 베트남 주재 일본 대사관을 통해 일본 정부의 지원을 받았다.

## 인센티브

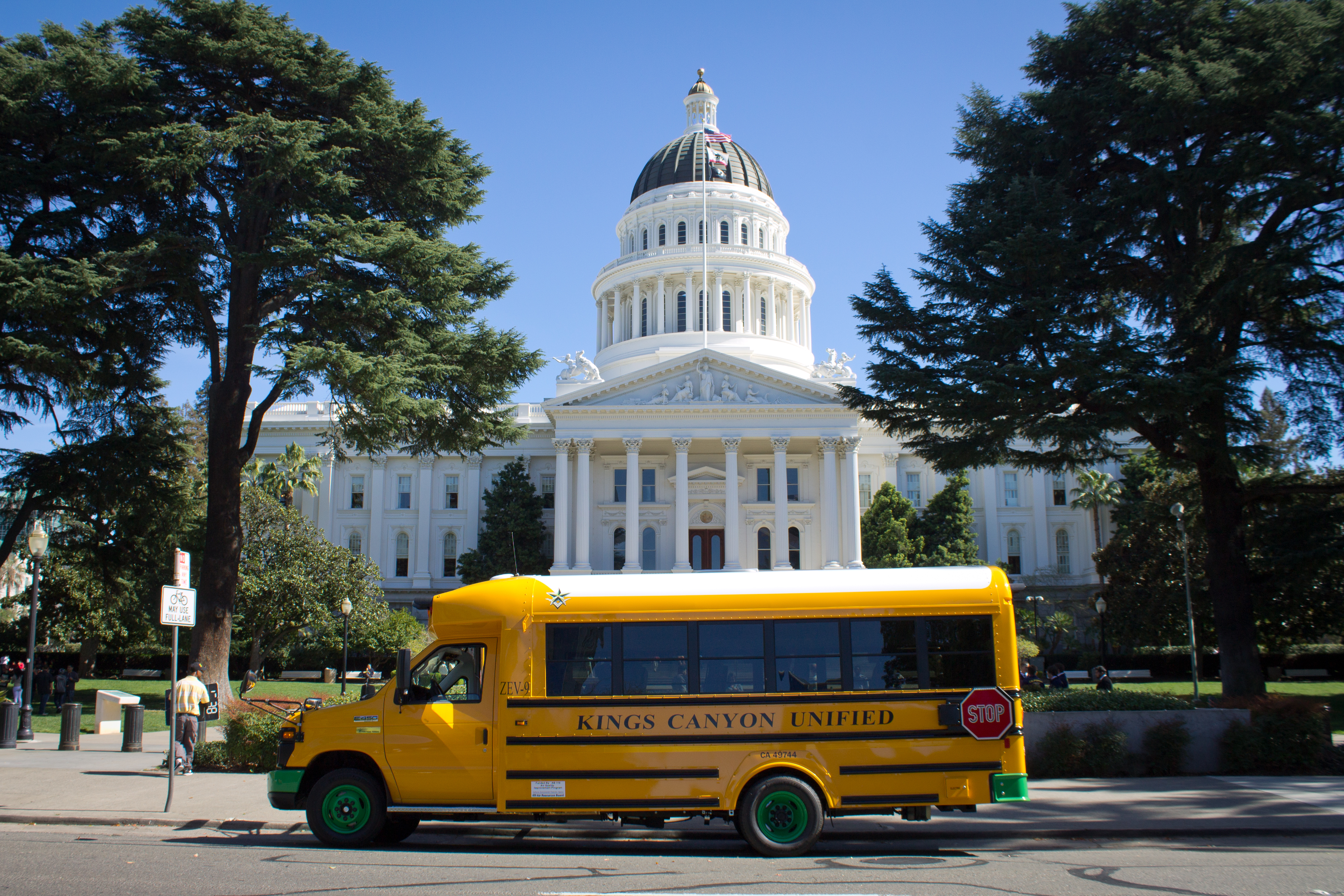
캘리포니아주 새크라멘토에 있는 캘리포니아 주청사 밖에 잠시 정차한 캘리포니아주 최초의 완전 전기 스쿨버스.

캘리포니아 대기 자원 위원회가 2009년에 시작한 캘리포니아 하이브리드 및 제로-배출 트럭 및 버스 바우처 인센티브 프로젝트(줄여서 HVIP)는 캘리포니아 기후 투자의 일환이다.

## 같이 보기
- 배터리식 전기버스
- 배터리식 전기자동차
- 칼카스
- 카고트램
- 충전소
- E-포스 원
- 전기버스
- 전기 밴
- 전기차 개조
- 지상 지원 장비
- 하이브리드 전기 트럭
- 모덱
- 북미 화물 효율 위원회
- 스미스 전기 자동차
- 태양광 충전 차량
- 트롤리트럭
- VIA 자동차
- 볼타 트럭스
- 라이트스피드

## 내용주
1. ↑  2025년 4월 현재, 유럽 대륙에서는 메르세데스가 90kWh 배터리를 탑재한 eVito 화물 밴을 드디어 제공한다. 이전에는 eVito 화물 버전이 더 작은 용량의 배터리만 제공되었고, 90kWh 배터리는 승용 밴 버전에만 사용할 수 있었다.